# Барак, Майк
Майкл Барак (англ. Michael Burak, родился 9 октября 1980 года в Ванкувере) — канадский регбист, игравший на позиции лока (замка).

## Биография
Окончил среднюю школу Лорда Бинга в Ванкувере, где занимался баскетболом. Играл за команду университета Британской Колумбии до сезона 2000/2001, позже занялся регби под руководством Спенса Мактавиша. В сезоне 2002/2003 выиграл с командой чемпионский титул в дивизионе: одноклубниками были также будущие игроки канадской сборной Крис Пак, Райан Макуинни и Эрик Уилсон. Окончив в 2003 году университет, он отправился в Австралию, где в качестве зрителя с трибун смотрел матчи чемпионата мира по регби.
Профессиональную карьеру Майкл начал в клубе «Олд Бойз Рэйвенз», с которой дошёл до финала первенства провинции (поражение от «Капилано»). Летом 2004 года дебютировал за сборную Канады на Кубке Черчилля, через год летом перешёл в клуб «Норзен Сабёрбз» из Сиднея, сыграв в турнире щита Шута Нового Южного Уэльса. С лета 2006 года выступал за французский «Сексьон Палуаз», в 2008 году выступал за команду «Корниш Пайретс» из Англии. Вернулся позже в канадский клуб «Рэйвенз». В его активе — участие в чемпионате мира 2007 года.